# Wasyl Wasyłyk
Wasyl Myrosławowycz Wasyłyk (ukr. Василь Мирославович Василик; ur. 18 października 1986 we Lwowie) – ukraiński aktor.

## Życiorys
W 2013 ukończył studia na Wydziale Teatralnym Lwowskiego Uniwersytetu Narodowego im. Iwana Franki. Mieszka we Lwowie, gdzie pracuje jako aktor w Pierwszym Akademickim Teatrze Ukraińskim dla Dzieci i Młodzieży i Teatrze Dramatycznym im. Marii Zańkoweckiej. W 2016 wcielił się w postać Ukraińca Petra w filmie Wojciecha Smarzowskiego Wołyń. Jako jedyny ukraiński aktor został wymieniony w napisach końcowych. Trenuje boks i umie jeździć konno oraz jest początkującym modelem.

## Filmografia
- 2016: Wołyń (reż. Wojciech Smarzowski) jako Ukrainiec Petro, ukochany Zosi Głowackiej[9]
- 2019: Korona królów jako król Polski Władysław Jagiełło
- 2019: Legiony (reż. Dariusz Gajewski) jako ordynans
- 2020: Korona królów jako król Władysław Jagiełło